# Rør mig
|  | Denne artikel er oprettet af botten Steenthbot ud fra en ekstern database. Den kan derfor have sproglige fejl eller mangler. Denne skabelon kan fjernes efter kontrol af indholdet. |

Rør mig er en dansk kortfilm fra 2016 instrueret af Isabel Bilde.

## Handling
Louis kan ikke få børn, og hans kone Sascha er derfor blevet insemineret. Da hun føder deres dreng, bliver Louis ramt af en ubærlig sorg. Som sønnen vokser sig større, kæmper Louis i tiltagende grad med sig selv, og parforholdet begynder at slå revner.

## Medvirkende
- Thomas Biehl, Louis
- Majken Blaes Bøgelbjerg, Sascha
- Odette A.S. Bilde, Daniel
- Jeppe-Christian Winther
- Mathias Folker-Schiller
- Malte Zöega Andreassen
- Lisa Bilde
- Lisa Borum
- Simone Elhede
- Emma Greve
- Mia Ekstrøm Høidrup
- Atiba Jackson
- Maria Lundsgaard
- Rebekka H. Mikkelsen
- Klaus Anstrup Seneberg Nielsen
- Peter Uttenthal Nielsen
- Kristian R. Nialusen
- Søren Nissen
- Mariam Safwat
- Jonas Jul Sandell
- Simone Nørskov Simmelsgaard
- Sebastian Skipper
- Rikke Bodholt Sørensen
- Paul Thomsen